# (3151) Talbot
(3151) Talbot (1983 HF; 1951 LD; 1980 TA12; 1980 UP) ist ein ungefähr 14 Kilometer großer Asteroid des mittleren Hauptgürtels, der am 18. April 1983 vom US-amerikanischen Astronomen Norman G. Thomas am Lowell-Observatorium, Anderson Mesa Station (Anderson Mesa) in der Nähe von Flagstaff, Arizona (IAU-Code 688) entdeckt wurde.

## Benennung
(3151) Talbot wurde nach dem Fotopionier William Henry Fox Talbot (1800–1877) aus dem Königreich Großbritannien und dem Vereinigten Königreich Großbritannien und Irland benannt, der 1834 den ersten Negativfilm aus Silbernitrat anfertigte. Mit Henry Creswicke Rawlinson und Edward Hincks gelang ihm erstmals die Übersetzung eines Textes aus Keilschrift von Tukulti-apil-Ešarra I.